# Manigod
Manigod és un municipi francès situat al departament de l'Alta Savoia i a la regió d'Alvèrnia-Roine-Alps. L'any 2007 tenia 931 habitants.

## Demografia

### Població
El 2007 la població de fet de Manigod era de 931 persones. Hi havia 342 famílies de les quals 80 eren unipersonals (44 homes vivint sols i 36 dones vivint soles), 89 parelles sense fills, 149 parelles amb fills i 24 famílies monoparentals amb fills.
La població ha evolucionat segons el següent gràfic:
Habitants censats

### Habitatges
El 2007 hi havia 2.253 habitatges, 349 eren l'habitatge principal de la família, 1.850 eren segones residències i 54 estaven desocupats. 983 eren cases i 1.252 eren apartaments. Dels 349 habitatges principals, 235 estaven ocupats pels seus propietaris, 100 estaven llogats i ocupats pels llogaters i 14 estaven cedits a títol gratuït; 5 tenien una cambra, 32 en tenien dues, 65 en tenien tres, 76 en tenien quatre i 170 en tenien cinc o més. 284 habitatges disposaven pel capbaix d'una plaça de pàrquing. A 129 habitatges hi havia un automòbil i a 203 n'hi havia dos o més.

### Piràmide de població
La piràmide de població per edats i sexe el 2009 era:
| Homes | Edats   | Dones |
| ----- | ------- | ----- |
| 0     | 95 o +  | 0     |
| 0     | 90 a 94 | 0     |
| 4     | 85 a 89 | 8     |
| 0     | 80 a 84 | 4     |
| 8     | 75 a 79 | 12    |
| 16    | 70 a 74 | 8     |
| 16    | 65 a 69 | 20    |
| 24    | 60 a 64 | 12    |
| 4     | 55 a 59 | 12    |
| 32    | 50 a 54 | 20    |
| 32    | 45 a 49 | 44    |
| 36    | 40 a 44 | 16    |
| 64    | 35 a 39 | 40    |
| 20    | 30 a 34 | 40    |
| 12    | 25 a 29 | 12    |
| 24    | 20 a 24 | 16    |
| 12    | 15 a 19 | 20    |
| 40    | 10 a 14 | 44    |
| 40    | 5 a 9   | 12    |
| 36    | 0 a 4   | 20    |

## Economia
El 2007 la població en edat de treballar era de 622 persones, 497 eren actives i 125 eren inactives. De les 497 persones actives 479 estaven ocupades (254 homes i 225 dones) i 18 estaven aturades (6 homes i 12 dones). De les 125 persones inactives 44 estaven jubilades, 38 estaven estudiant i 43 estaven classificades com a «altres inactius».

### Ingressos
El 2009 a Manigod hi havia 394 unitats fiscals que integraven 998 persones, la mediana anual d'ingressos fiscals per persona era de 19.953 €.

### Activitats econòmiques
Dels 160 establiments que hi havia el 2007, 1 era d'una empresa extractiva, 2 d'empreses alimentàries, 10 d'empreses de construcció, 13 d'empreses de comerç i reparació d'automòbils, 7 d'empreses de transport, 20 d'empreses d'hostatgeria i restauració, 2 d'empreses financeres, 10 d'empreses immobiliàries, 10 d'empreses de serveis, 79 d'entitats de l'administració pública i 6 d'empreses classificades com a «altres activitats de serveis».
Dels 21 establiments de servei als particulars que hi havia el 2009, 1 era un taller de reparació d'automòbils i de material agrícola, 3 guixaires pintors, 4 fusteries, 2 electricistes, 1 perruqueria, 8 restaurants i 2 agències immobiliàries.
Dels 7 establiments comercials que hi havia el 2009, 1 era un supermercat, 1 una gran superfície de material de bricolatge, 1 una botiga de més de 120 m², 1 una botiga de menys de 120 m² i 3 botigues de material esportiu.
L'any 2000 a Manigod hi havia 51 explotacions agrícoles que ocupaven un total de 1.620 hectàrees.

## Equipaments sanitaris i escolars
El 2009 hi havia una escola elemental.

## Poblacions més properes
El següent diagrama mostra les poblacions més properes.